# Monte Melbourne
Il monte Melbourne è uno stratovulcano attivo alto 2732 m s.l.m., situato in Antartide e più precisamente nella Terra della regina Victoria, di fronte a Baia Terra Nova.
Fu scoperto nel 1841 da James Clark Ross, che gli diede quel nome in onore di Lord Melbourne, primo ministro britannico quando fu organizzata la spedizione.

## Conservazione
La sommità del monte Melbourne, assieme alle aree sommitali del monte Rittmann e del monte Erebus, sono state designate come Area Specialmente Protetta dell'Antartide, con la denominazione Siti geotermali d'alta quota della regione del mare di Ross (codice ASPA 175).
Si tratta di tre siti geotermali noti per ospitare comunità biologiche uniche. In tutta l'Antartide esistono pochissimi siti con queste caratteristiche, che coprono non più di pochi ettari del continente; il calore dell'attività geotermica ha consentito lo sviluppo di comunità biologiche che differiscono notevolmente da quelle dei siti geotermali marini.